# Флаг Литейного округа
Флаг муниципального образования муниципальный округ Лите́йный округ в Центральном районе города Санкт-Петербурга Российской Федерации — опознавательно-правовой знак, служащий официальным символом муниципального образования и знаком единства его населения.
Флаг утверждён 2 апреля 2012 года решением муниципального Совета муниципального образования муниципальный округ Литейный округ № 10 на основании экспертного заключения Государственного герольдмейстера Российской Федерации от 15 марта 2012 года № A72-2-122 и внесён в Государственный геральдический регистр Российской Федерации с присвоением регистрационного номера 7708.

## Описание
«Флаг муниципального образования МО Литейный округ представляет собой прямоугольное полотнище с отношением ширины флага к длине — 2:3, воспроизводящее композицию герба муниципального образования МО Литейный округ в чёрном и жёлтом цветах».
Геральдическое описание герба гласит: «В чёрном поле золотая пушка на морском лафете».

## Обоснование символики
По правительственному указу от 27 октября 1732 года Санкт-Петербург был разделён на пять частей: Адмиралтейскую, Васильевскую, Санкт-Петербургскую, Литейную и Московскую. В связи с этим, Комиссия о строении Санкт-Петербурга обратилась в Герольдмейстерскую контору с предложением: «Учинить городу Санкт-Петербургу и каждой его части порознь особливый герб», прилагая при этом их эскизы и описания. В документе XVIII века «Должность архитектурной экспедиции» приводится описание символики частей города и толкование её:

…5. О гербе Литейной части.

В Литейной части на знаках герб: в чёрном поле жёлтая пушка, как значит в чертеже под № 5; тот знак дан по приличию, что российский артиллерийской и пушечной литейный дом в той части находится— Архитектурный архив. 1946. Ч.1. С.98-99
.
Литейный двор — одно из первых промышленных предприятий Санкт-Петербурга. Был заложен в 1711 году на левом берегу Невы (на месте въезда на современный Литейный мост). Здесь в 1713 году отлиты первые медные пушки. Для хранения готовой продукции, а также «артиллерийских достопамятностей» и трофейных орудий на восточной стороне Литейной просеки (ныне — трасса Литейного проспекта) в 1714 году был построен деревянный Пушечный двор. В 1777 году он был снесён, а на его месте сооружен каменный корпус, который стали именовать «Главным арсеналом». На другой стороне просеки сложился комплекс Делового двора (позднее — Новый Пушечный Двор), включавший здание канцелярии артиллерии и фортификации. В 1798—1810 годах на этой территории были возведены корпуса Нового Арсенала (перестроенного в 1864—1870 годах). На Литейном дворе изготовлялись также лафеты, зарядные ящики, фуры, конская упряжь. В 1851 году Главный корпус Литейного двора был разобран и Литейный проспект получил выход к Неве.
С 1738 года известно название Литейная улица (наименование официально присвоено 20 августа 1739 года). Происходит от располагавшегося в начале проезда на берегу реки Невы Литейного двора. Параллельно в XVIII веке употреблялись названия: Большая Литейная улица (1740—1802 годы), Литейная Першпективная улица (1753 год), Литейная перспективная (1745—1770 годы), Большая Литейная перспективная (1769 год), Большая улица (1751—1794 годы), Большая перспективная (1773—1792 годы) и Большой проспект (1794—1801 годы). Современное название известно с 1789 года. Существовал вариант Большой Литейный проспект (1802 год). В 1849 году проспект был продлен от Шпалерной улицы до реки Невы. 11 февраля 1850 года присвоено одноимённое наименование мосту через реку Неву — Литейный мост (первоначально, до 1870-х годов — наплавной мост).
Пушка (пушечный ствол) — напоминание о названии округа.
Чёрный цвет — символический цвет литейного дела, напоминание о названии округа «Литейный», о процветавшем здесь некогда литье пушек. В сочетании с золотом — цвет описываемого выше герба Литейной части города (1732 год). В геральдике также символ благоразумия, мудрости, скромности, честности, древности и вечности бытия.
Жёлтый цвет (золото) — символ божественного сияния, благодати, величия, богатства, постоянства, прочности, силы, солнечного света.